# Steriphodon chobauti
Steriphodon chobauti là một loài bọ cánh cứng trong họ Anthicidae. Loài này được Abeille miêu tả khoa học năm 1894.